# Lætitia Colombani

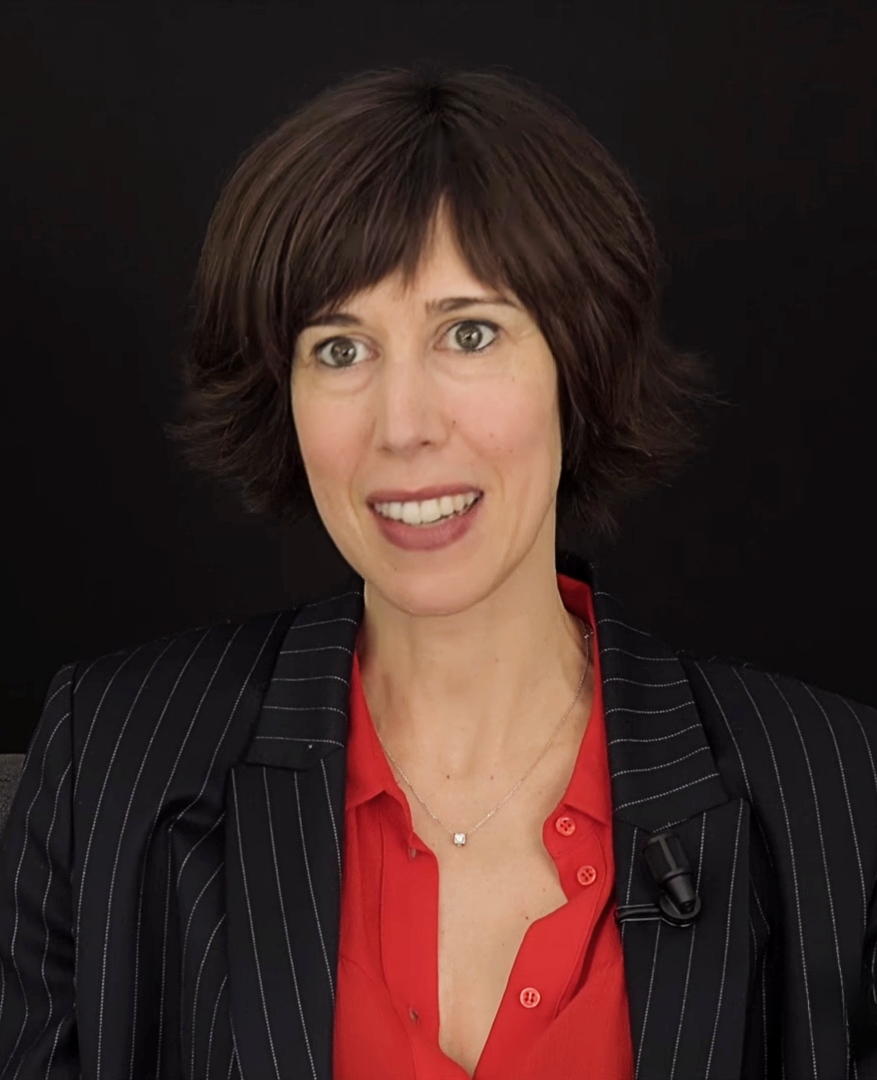
Lætitia Colombani

Lætitia Colombani (* 1976 in Bordeaux) ist eine französische Schauspielerin, Regisseurin, Drehbuchautorin und Schriftstellerin.

## Leben
Lætitia Colombani ist die Tochter einer Bibliothekarin. Sie absolvierte zunächst die zweijährigen Vorbereitungsklasse am Ciné-Sup in Nantes. 1998 schloss sie ihr Studium an der École Louis-Lumière ab.
Ihre Schauspielkarriere begann mit mehreren Kurzfilmen, später kamen Hauptrollen in mehreren Spielfilmen dazu. Colombani führte in mehreren Filmen selbst Regie und schrieb auch Drehbücher.
Als Autorin wurde Colombani 2017 international mit ihrem ersten Roman La Tresse bekannt, für den sie in Frankreich mehrere Auszeichnungen erhielt. Weitere zwei Romane folgten 2020 und 2022, die ebenfalls zu Bestsellern wurden. Alle drei Werke erschienen auch auf Deutsch im Verlag S. Fischer.
Lætitia Colombani lebt in Paris.

## Filmografie (Auswahl)

### Als Darstellerin
- 1998: Le Dernier Bip (Kurzfilm)
- 2002: Paradisco (Kurzfilm)
- 2003: La Faucheuse (Kurzfilm)
- 2003: Gomez et Tavarès
- 2003: Casting urgent (Kurzfilm)
- 2004: Qui mange quand? (Kurzfilm)
- 2005: Libre échange (Kurzfilm)
- 2005: Belle, enfin possible (Kurzfilm)
- 2005: Pas bouger! (Kurzfilm)
- 2005: Retiens-moi (Fernsehfilm)
- 2008: Mes stars et moi
- 2012: My Way – Ein Leben für das Chanson (Cloclo)
- 2014: J’aurais pas dû mettre mes Clarks (Kurzfilm)
- 2015: La Boule noire (Fernsehfilm)
- 2019: Die Familienfeier (Fête de famille)
- 2021: Menschliche Dinge (Les choses humaines)

### Regie
Kurzfilme
- 1998: Le Dernier Bip
- 2003: Une fleur pour Marie
- 2003: Quelques mots d’amour
- 2003: Casting urgent

Spielfilme
- 2002: Wahnsinnig verliebt (À la folie... pas du tout)
- 2008: Mes stars et moi
- 2023: Der Zopf (La Tresse)

## Werke als Autorin
- La Tresse, Grasset, Paris 2017, ISBN 978-2-246-81388-0.
  - dt.: Der Zopf, S. Fischer Verlag, Frankfurt/M., 2019, ISBN 978-3-596-70185-8.
- Les Victorieuses, Grasset, Paris 2019, ISBN 978-2-246-82125-0.
  - dt.: Das Haus der Frauen, S. Fischer Verlag, Frankfurt/M., 2020, ISBN 978-3-596-70010-3.
- Le Cerf-volant, Grasset, Paris 2021, ISBN 978-2-246-82880-8.
  - dt.: Das Mädchen mit dem Drachen, S. Fischer, Frankfurt/M. 2022, ISBN 978-3-10-397490-4.

## Auszeichnungen (Auswahl)
- 2002: nominiert beim Valladolid International Film Festival für À la folie... pas du tout[2]
- 2017: Prix Ulysse für La Tresse[3]
- 2018: Globe de cristal für La Tresse in der Kategorie „Bester Roman“[4]